# Череп-Пероганич Тетяна Павлівна
Тетяна Павлівна Че́реп-Перога́нич (нар. 18 листопада 1974, Стара Басань Бобровицького району Чернігівської області) — українська поетеса, прозаїк і драматург, журналістка, перекладачка, громадська діячка, авторка 14 книжок, член Національної спілки письменників України, Національної спілки краєзнавців України та Національної спілки журналістів України, лавреатка національних і міжнародних премій.
Експертка із комунікацій проєкту Світового банку, головна редакторка журналу «Українська культура» (2021—2022).

## Життєпис
Народилася в сім'ї сільських вчителів на хуторі Тимки в селі Стара Басань. У 1992 році закінчила Старобасанську середню школу, в 1999 році — Київський університет імені Тараса Шевченка, Інститут журналістики, де здобула повну вищу освіту за спеціальністю «Журналістика» та кваліфікацію журналістки.
У 1992—2010 роках працювала завідувачкою відділу громадсько-політичного життя, заступницею головного редактора Бобровицької районної газети «Наше життя». Від січня до серпня 2011 року — журналістка та літературна редакторка журналу Ветеринарна медицина України, у вересні 2011 року — у Видавничій групі «Нова інформація». У 2015—2017 роках працювала у пресслужбах Міжфракційного депутатського об'єднання «Депутатський контроль» та Державного підприємства «Український державний центр радіочастот», з березня 2017 по листопад 2020 — прессекретарка Аптечної професійної асоціації України.
Експертка із комунікацій проєкту Світового банку. Головна редакторка журналу «Українська культура» (2021—2022).
Дружина Юрія Пероганича. Виховують синів Віталія і Богдана.

## Творчість

### Окремі книги
Є авторкою книг:
1. Ідуть дощі: поезії / Тетяна Череп; передмова Олександра Астаф'єва. — Прилуки: Стиль, 1996. — 59 сторінок, тираж 1000 примірників.
2. Берег любові: поезії / Тетяна Череп; передмова Дмитра Головка. — Київ: ДІЯ, 2012. — 152 сторінки, фотографії, тираж 1000 примірників, ISBN 966-7665-84-4.
3. Із саду — дві стежини: художньо-документальна повість, етюди / Тетяна Череп; передмова Юрія Пероганича. Редактор Дмитро Головко, художник Микола Стратілат. — Київ: ДІЯ, 2012. — 64 сторінки, ілюстрації, тираж 1000 примірників, ISBN 966-7665-81-X.
4. Ліки для душі: поезії / Тетяна Череп-Пероганич; передмова Олександра Деко; художник Василь Лопата. — Київ: Дія, 2013. — 145 сторінок: фотографії, наклад 1000 примірників, ISBN 978-966-7665-92-0.
5. Іриси для коханого: етюди / Тетяна Череп-Пероганич; редактор Оксана Радушинська; технічний редактор Олександр Апальков; художник Таміла Гринюк. — Канів: видавництво «Склянка Часу*Zeitglas», 2014. — 24 сторінки, ISBN 978-966-2306-64-4.
6. Теплі мамині казки: вірші для дошкільного віку / Тетяна Череп-Пероганич, художник Оксана Грек. — Канів: видавництво «Склянка Часу*Zeitglas», 2014. — 12 сторінок, ISBN 978-966-2306-71-2.
7. Осінь дорослої жінки: поезія, п'єси, твори в перекладі іншими мовами / Тетяна Череп-Пероганич. — Київ: Український письменник, 2016. — 112 сторінок, ISBN 978-966-579-499-8.
8. Назустріч сонечку: оповідання для дошкільного і молодшого шкільного віку / Тетяна Череп-Пероганич. — Житомир: «БукДрук» (Видавець О. О. Євенок), 2017. — 24 сторінки, ISBN 978-617-7607-50-1[7][8]
9. Бумеранг: оповідання / Тетяна Череп-Пероганич. — Житомир: «БукДрук» (Видавець О. О. Євенок), 2018. — 71 сторінка, ISBN 978-617-7303-49-4[9][10]
10. Коли приходить любов, або щастя після нещастя: повість для дітей середнього та старшого шкільного віку / Тетяна Череп-Пероганич. — Київ: Фенікс, 2018. — 64 сторінки, ISBN 978-966-136-615-1.
11. Танго не для нас: поезії / Тетяна Череп-Пероганич. — Біла Церква: Час Змін Інформ, 2020, — 116 с. ISBN 978-617-7477-79-1.
12. 20 віршів про маму: поезії / Тетяна Череп-Пероганич. — Біла Церква: Час Змін Інформ, 2022, — 28 с., ISBN 978-617-7959-67-9.
13. Мій янгол — Катерина Білокур / Тетяна Череп-Пероганич. — Київ: Креативна агенція «Артіль», 2023, — 40 с., ISBN 978-966-986-596-0.
14. Щасливі віршенята: поезії, колисанки для дошкільного та молодшого шкільного віку / Тетяна Череп-Пероганич. — Біла Церква: Час Змін Інформ, 2024, — 36 с., іл. ISBN 978-617-8136-18-5.
15. Дорога в нікуди… і назад: документалістика, нотатки, поезія, проза, фото / Тетяна Череп-Пероганич, Юрій Пероганич. — Біла Церква: Час Змін Інформ, 2025, — 168 с. + вкл., іл. ISBN 978-617-8136-42-0.

У співавторстві з композитором Василем Сторонським вийшли дві збірки пісень на її вірші:
1. Я твоя. — Дрогобич: По́світ, 2014. — 16 с. ISMN 979-0-707513-61-3[11][2][12]
2. Ріка кохання. — Дрогобич: По́світ, 2014. — 24 с.[12]

### Драматургія
Музична п'єса-монолог «Квітка Цісик. Туга за Україною» Тетяни Череп-Пероганич, опублікована 2016 року у збірці «Осінь дорослої жінки», стала основою тексту театральної вистави, музичного монологу-притчі на одну дію «Я — Квітка». У виставі змальована драматична історія співачки Квітки Цісик.

### Переклади

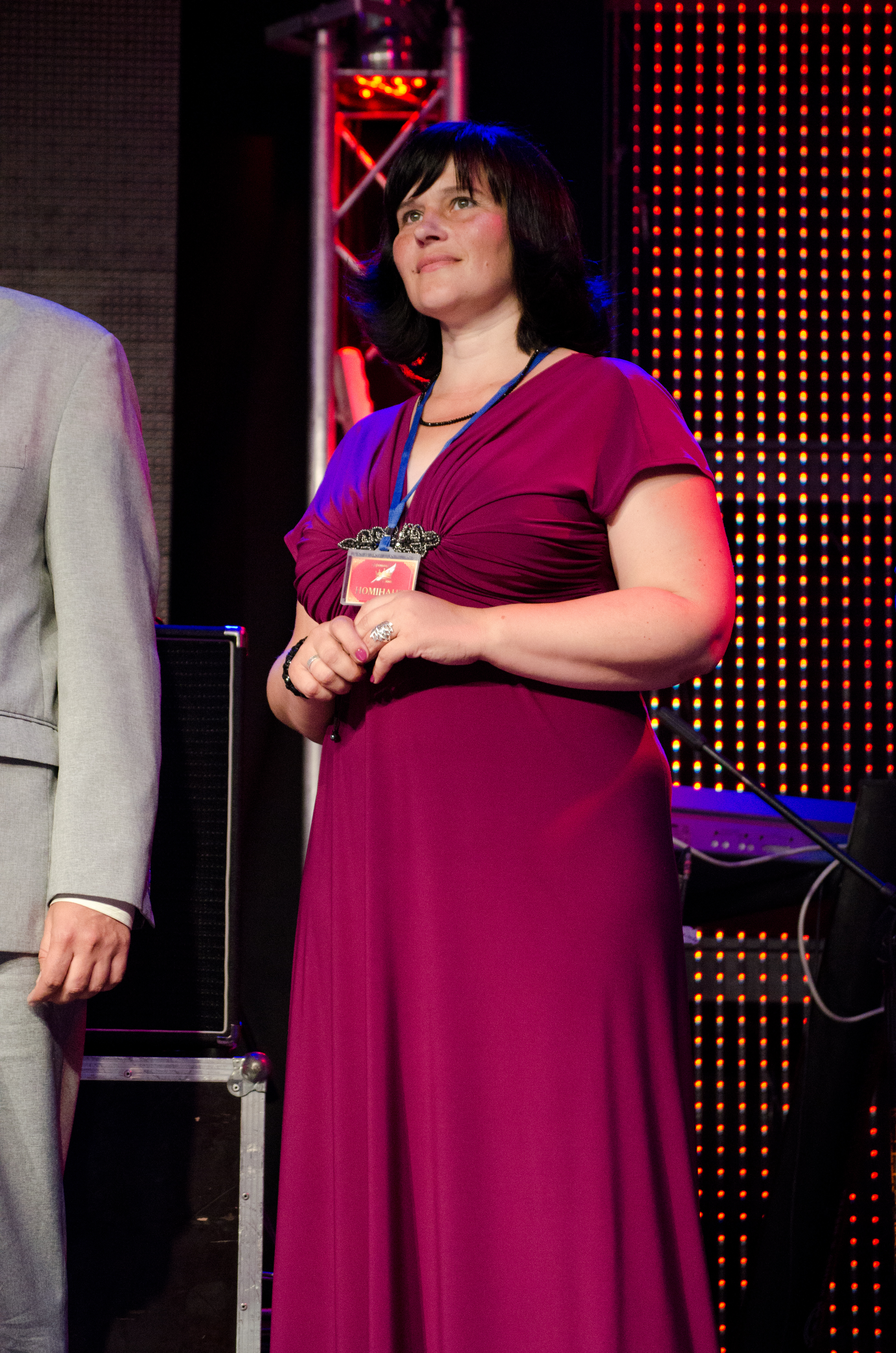
Тетяна Череп-Пероганич на церемонії вручення диплому конкурсу Коронація слова 2013

Переклала з польської пісні Фридерика Шопена «Гарний хлопець» (слова Йозефа Богдана Залеського), «Мелодія» (слова Зигмунта Красінського), «Перстень», «Наречений» (слова Стефана Вітвицького), разом із Любов'ю Відутою — пісню «Гулянка» (слова Стефана Вітвицького). Ці переклади увійшли до видання: «Фридерик Шопен. Польські пісні в сучасних українських перекладах», що вийшло друком у 2017 році.
Переклала з російської інструментальні твори для голосу Й. Штрауса «Блакитний Дунай» (слова невідомого автора), «Казки Віденського лісу» (слова С. Степанової), К. Сен-Санса «Лебідь» (слова Є. Юр'єва), К. Дебюссі «Тіні» (слова М. Улицького), Є. Брусиловського «Дві ластівки» (слова А. Таджибаєва), з концертно-камерного репертуару Євгенії Мірошниченко, які увійшли до видання «Душа — се конвалія ніжна…», що вийшло друком в 2021 році.

### У збірках
Її твори публікувалися:
в літературних альманахах 
«Вінтаж», 
«Скіфія», 
«Євромайдан. Хроніка в новелах», 
«Поетична топоніміка», 
«Литаври», 
«Голоси Севами»,  
«Ковток життя» (Осінь-2022),
«Вічність трива цей день»»;
у збірках «Теплі історії про кохання», 
серії «Дорожні історії» («Заведи мотоцикл!: книга для тих, хто (не) боїться вітру в лице» та 
«Підземне царство метро: книга для тих, хто (не) боїться підземки»), 
«Огні горять…», 
«Мами просять пам'ятати», 
«Вишиванка для сонечка», 
«Мальви для героя», 
«Затишна мамина казка», 
«Осінь у камуфляжі», 
«Оберіг для бійця», 
«…і вічне Тарасове слово», 
«Теплі історії у стилі блюз», 
«Він, Вона і війна», 
«Україна починається з тебе», 
«Подарунки від Святого Миколая», 
«Метро всередині нас», 
«Чорне сонце Чорнобиля», 
«Чи бачать небеса котів»,
«Україна: пекельний 22-й. Народний щоденник»;
в антологіях «Як рукостискання» / «Jak podanie ręki» (польсько-українська), 
«Шевченко йде дорогами доби», 
«Сонячне і Дощове», (українсько-македонська), 
«Метафора сучасності» (пол. «Metafora Współczesności»),
«Поміж повітряних тривог : антологія воєнної лірики»,
«Римова. Війна. Антологія воєнної лірики», 
«шраМИ»;
у фотолітописі «Майдан. Революція гідності»;
у музичному виданні «Фридерик Шопен. Польські пісні в сучасних українських перекладах»;
у хрестоматії «Література рідного краю. Чернігівщина»;
у Віснику Першого Міжнародного поетичного конкурсу «Чатує в століттях Чернеча гора»;
у виданнях шрифтом Брайля «Насипала зима сніжинок на долоньки», 
«Зіркові казки».

### У періодичних виданнях
Публікації в журналах: «Бористен»,
«Наука і суспільство»,
«Модна дипломатія»
«Літературний Чернігів»,
«Модна дипломатія»,
«Слово жінки»,
«Соборність»,
«Українка в світі»,
«Українська мова і література в школах України»,
«Твої вірші».
Дитячі оповідання та вірші авторки публікувалися в журналах
«Світ дитини»
,
«Крилаті»,
«Розумники».
Публікації в газетах: «Гарт», «Деснянська правда», «Отчий поріг»

,
«Кримська світлиця», «Літературна Україна», «Наше життя», «Носівські вісті»,
«Просвіта», «Робітниче слово»

, 
«Світ-інфо»
,
«Сіверщина»
,
«Слово Просвіти»

, «Струна» тощо.
З 2016 року була редакторкою і авторкою рубрики «Мистецька родина», яку започаткувала в газеті «Культура і життя».

### Редакторська творчість
В кінці 2013 року, почала збирати жіночу поезію про Євромайдан. В 2014 році вийшла друком підготовлена нею збірка: «Материнська молитва. Українки — героям Майдану», в якій також є її передмова до цієї збірки та кілька віршів у ній.
Є авторкою передмови і редакторкою до збірки поезій Тетяни Іванчук «Там де небо землю обняло» (2015).
Є редакторкою книги оповідань Анни Багряної для дітей дошкільного та молодшого шкільного віку «Здійснені мрії» (2015).

### Інше
Димитр Христов перекладав твори Тетяни Череп-Пероганич болгарською мовою, Казімеж Бурнат — польською, Лев Курдидик — англійською.
Пародії на вірші Тетяни Череп-Пероганич «Щастя до чаю», «А в мене родимка на лівому плечі», «Назло», «Я роздягаюся, мов осінь…» увійшли до збірки Івана Гентоша «Римовані геци: пародії».
Оповідання Тетяни Череп-Пероганич «У житті буває все» зі збірки «Теплі історії про кохання» включене в монографію О. І. Потапенка «Лінгвокультурологія. Українська душа» (2016).

### Відгуки про творчість
На думку письменниці, голови Чернігівської обласної організації НСПУ Ганни Баран для творів Тетяни Череп-Пероганич загалом притаманні ліричність, задушевність, цікава образність. Як сказала письменниця, літературознавиця, кандидатка філологічних наук Іванна Стеф'юк: «Це вітраж досвідів і емоцій, промінний світ, у якому хочеться роздивитися кожну поетичну деталь». А поетеса Інна Ковальчук вважає, що «лірику Тетяни Череп-Пероганич можна сміливо назвати поетичним романтизмом. У більшості своїй вірші мають елегійну тональність, тому їх можна віднести до так званої «філософії серця», до кордоцентричної духовної традиції».
У поезії застосовує переважно класичні форми віршування, хоча й іноді й поетичні форми верлібру.

## Громадська діяльність

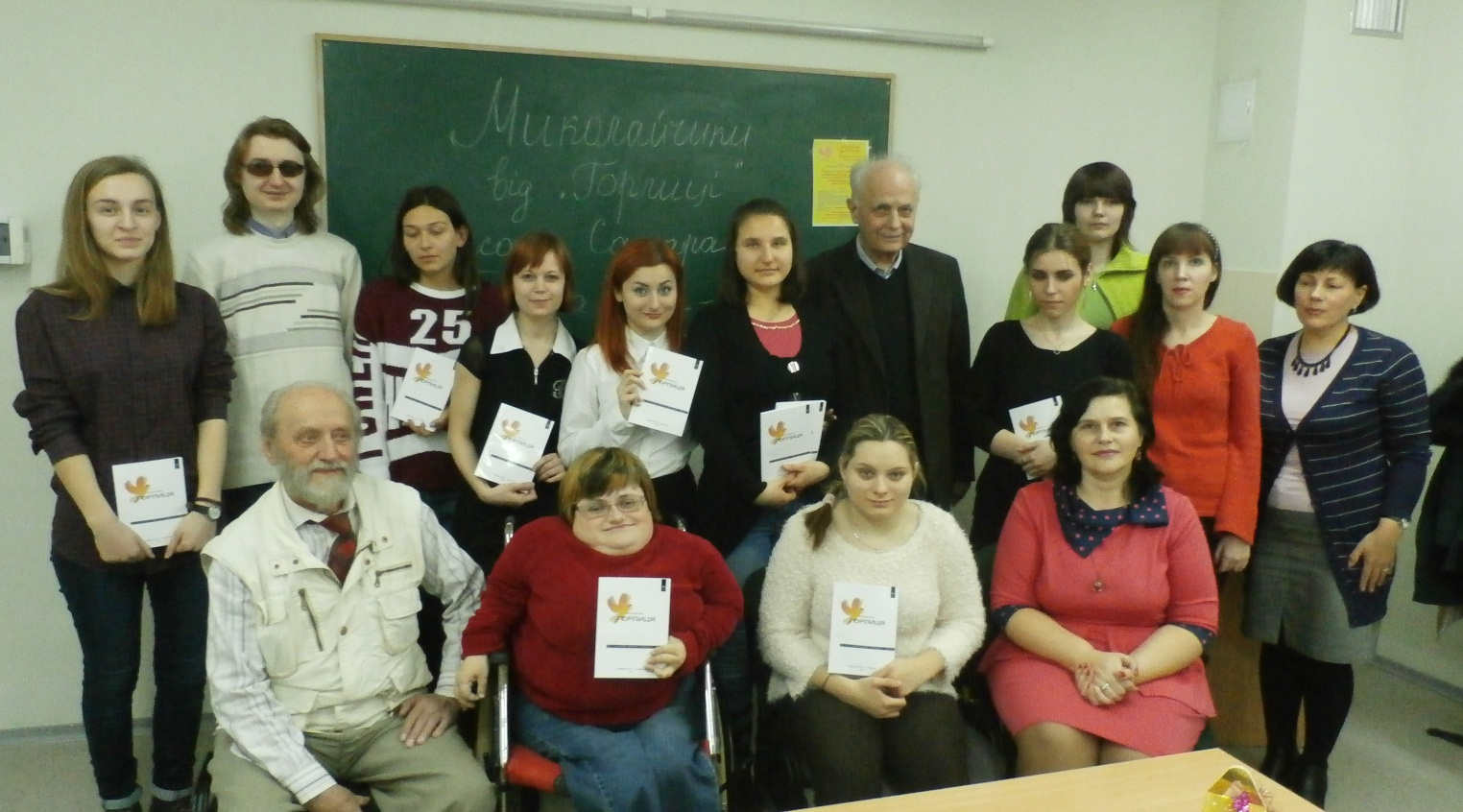
Учасники літературної студії «Горлиця», грудень 2015.

Член Національної спілки краєзнавців України (з 2012), Національної спілки письменників України (з 2014) та Національної спілки журналістів України (з 2022). 
У 2013 році, разом з Юрієм Пероганичем, заснувала мистецький вебпортал «Жінка-українка», а в 2018 — новинний сайт «ЕЛІТА», є їхньою головною редакторкою.
Була членом журі всеукраїнського поетичного конкурсу «Чарівне місто над Дніпром» (2015), всеукраїнського фестивалю любовної лірики та авторської пісні про кохання «Мовою серця» (2016) та Всеукраїнського учнівського літературно-мистецького конкурсу «Стежками Каменяра». Відгук Тетяни Череп-Пероганич «За кожною поезією стоїть дитина» опублікований у Альманасі дитячих творів переможців конкурсу «Стежками Каменяра», що вийшов друком 2023 року.
Член журі літературної премії Національної спілки письменників України в царині літератури для дітей імені Платона Воронька (з 2023).
У 2016 році керувала літературною студією «Горлиця» Університету «Україна».
У травні 2018 року, разом з Юрієм Пероганичем, заснувала громадську організацію «Творча еліта України».
З початку широкомасштабного вторгнення Росії в Україну займається волонтерською діяльністю.

## Відзнаки

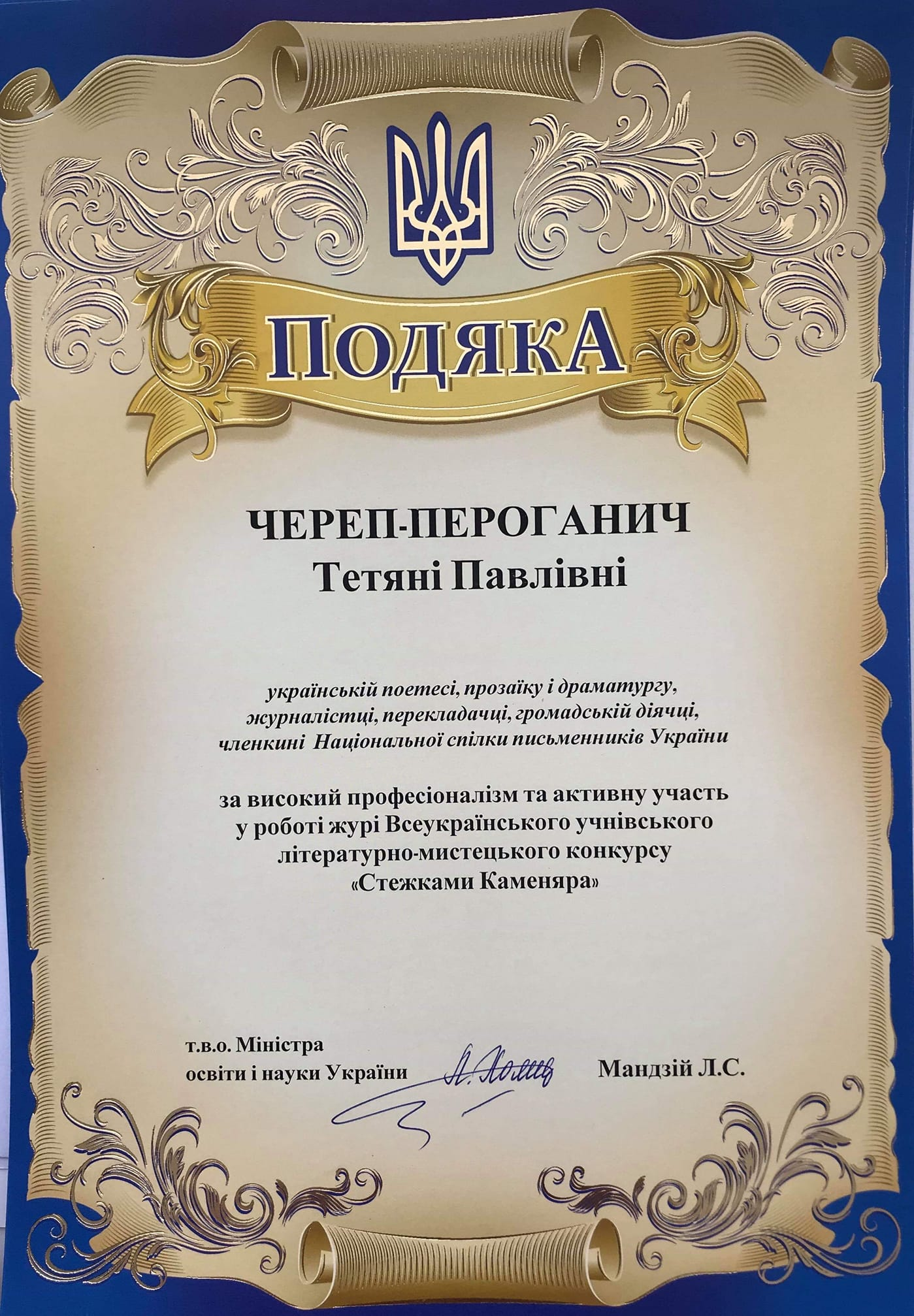
Подяка Міністра освіти і науки України за участь у журі конкурсу «Стежками Каменяра», травень 2020.

- 2012 — лавреатка Міжнародної літературної премії ім. Івана Кошелівця — за добірку «Поезії», опубліковану в журналі «Соборність», № 2-3, 2012.[94]
- 2013 — дипломантка у номінації «Пісенна лірика» Міжнародного конкурсу романів, кіносценаріїв, п'єс та пісенної лірики «Коронація слова» за твір «Не мені».[95]
- 2013 — переможниця конкурсу «100 творів, які варто прочитати цього літа».[96]
- 2014 — переможниця «Корнійчуковської премії» в номінації «Сценарій дитячого фільму і драматургія для дітей і юнацтва».[97]
- 2018 — лавреатка Літературної премії імені Василя Юхимовича[98][99]
- 2019 — I місце у номінації «Проза» («Бумеранг»), I-й Всеукраїнський літературно-мистецький фестиваль імені Василя Скуратівського «До Василя!»[100];
- 2019 — II місце у номінації «Книга для дітей» («Коли приходить любов»), I-й Всеукраїнський літературно-мистецький фестиваль імені Василя Скуратівського «До Василя!»[100]
- 2024 — медаль «За жертовність і любов до України» Православної церкви України.[101]
- 2025 — лавреатка Літературної премії імені Миколи Томенка[102].

## Виноски
1. ↑  Череп-Пероганич Тетяна Павлівна. – Коронація слова.
2. 1 2 3  «Творчий діамант зі Старої Басані» : бібліогр. покажч. / упоряд. Т. Гніда ; літ. ред. О. Трубайчук ; бібліогр.-ред. С. Денисова ; Департамент культури виконавчого органу Київської міської ради (КМДА) ; Публ. б-ка ім. Лесі Українки для дорослих. — Київ, 2024. — 40 с., стор. 5
3. ↑  «Турбота про дитину: реалії та перспективи. До всесвітнього дня дитини». Реформування системи інституційного догляду та виховання дітей на Тернопільщині. Процитовано 21 вересня 2022.
4. ↑  Людмила Танич (16 листопада 2020). Євген Букет: Передплачуйте україномовні видання «Видавничого дому «Українська культура». Жінка-УКРАЇНКА. Архів оригіналу за 24 листопада 2020.
5. ↑  Микола Тимошик. Журнал «Українська культура» відроджено // Український Інформаційний Простір. — № 6, 2020. — С. 194-197. Архівовано з джерела 24 лютого 2021. Процитовано 23 грудня 2020.
6. ↑  Павло Кущ. Крізь терни до читача // Урядовий кур'єр — газета центральних органів влади України. — № 1 (6869), 5 січня 2021. — С. 4. Архівовано з джерела 17 січня 2021. Процитовано 5 січня 2021.
7. ↑  Володимир Погорецький (31 грудня 2017). » Назустріч сонечку з письменницею Тетяною Череп-Пероганич. Золота пектораль. Архів оригіналу за 18 лютого 2022.
8. ↑  Ольга Рєпіна (2 лютого 2018). Ненав’язлива дидактичність істинної любові. Буквоїд. Архів оригіналу за 3 лютого 2018.
9. ↑  Олег Гончаренко (16 жовтня 2018). Підтримка, віра, усмішка » Re:цензії » Книги. Буквоїд. Архів оригіналу за 26 січня 2019.
10. ↑  Ігор Фарина (23 січня 2019). Заглянути в очі героя » Re:цензії » Книги. Буквоїд. Архів оригіналу за 26 січня 2019.
11. ↑  Нова збірка – нові пісні. Архів оригіналу за 7 березня 2016. Процитовано 24 вересня 2014.
12. 1 2  «Творчий діамант зі Старої Басані» : бібліогр. покажч. / упоряд. Т. Гніда ; літ. ред. О. Трубайчук ; бібліогр.-ред. С. Денисова ; Департамент культури виконавчого органу Київської міської ради (КМДА) ; Публ. б-ка ім. Лесі Українки для дорослих. — Київ, 2024. — 40 с., стор. 19
13. ↑  Дмитро Дроздовський (12 жовтня 2017). Мистецтво полілогу культур. Газета «День». Архів оригіналу за 15 жовтня 2017.
14. ↑  Польські пісні Ф. Шопена в сучасних українських перекладах. Жінка-УКРАЇНКА. 26 березня 2017. Архів оригіналу за 27 березня 2017.
15. ↑  Фридерик Шопен. Польські пісні в сучасних українських перекладах / упорядник Андрій Бондаренко, автор передмови Григорій Ганзбург — Київ: Альтернатива Друк, 2017. — 72 сторінки. ISBN 978-966-97648-1-2.
16. ↑  Душа – се конвалія ніжна… / Автори-упорядники Орися Баланко і Віталій Фізер, поетичні переклади Тетяна Череп-Пероганич. — Житомир : Бук-друк, 2021. — 252 с. — ISMN 979-0-9007192-0-1.
17. 1 2 3 4 5  Череп-Пероганич Тетяна. Бібліотека ім. Лесі Українки. 24 березня 2017. Процитовано 9 жовтня 2022.
18. ↑  Череп-Пероганич Тетяна. web.archive.org. 10 липня 2019. Архів оригіналу за 10 липня 2019. Процитовано 9 жовтня 2022.
19. ↑  УАВК. Українська Асоціація Видавців та Книгорозповсюджувачів — ПРОГРАМА КНИЖКОВОГО МЕДВІНУ 10 – 12 ЛИСТОПАДА, НСК «ОЛІМПІЙСЬКИЙ». www.upba.org.ua. Процитовано 2022-10-09-ua.
20. 1 2  Тернопіль: Джура, 2023, ISBN 978-966-185-206-7 // «День Києва», «Сливові сни», «Дорога», «Ця жінка, що ліпить вареники поруч зі мною…», «До весни» стор. 218-221.
21. 1 2  Череп-Пероганич Тетяна Павлівна – Коронація слова. koronatsiya.com. Процитовано 9 жовтня 2022.
22. 1 2 3 4 5  Тетяна Череп-Пероганич : Книги, бібліографія : проза, поезія, періодика, дитяча література, піксельні книжки. avtura.com.ua. Процитовано 9 жовтня 2022.
23. ↑  Живопис Оксани Грек «Мамині казки» -Музей українського живопису. museum.net.ua. Архів оригіналу за 9 жовтня 2022. Процитовано 9 жовтня 2022. [Архівовано 2022-10-09 у Wayback Machine.]
24. ↑  КЛЮЧ - Україна починається з тебе. chl.kiev.ua. Процитовано 9 жовтня 2022.
25. ↑  Поетичний метрополітен: у Києві презентують унікальну збірку. vechirniy.kyiv.ua. Процитовано 9 жовтня 2022.
26. ↑  Чи бачать небеса котів : повісті / упорядкували О. Полевіна, Е. Заржицька. — Тернопіль : Видавництво Богдан, 2024. — 192 / Тетяна Череп-Пероганич. «Квартира 134. Сестрички», сторінки 89-81
27. ↑  Україна: пекельний 22-й. Народний щоденник / Юлія Бережко-Камінська, Алла Багірова. - Київ : Артіль, 2023. - 319 с. : - 5000 прим. - ISBN 978-966-986-631-8 // Тетяна Череп-Пероганич. «Сільська хата і без балона?», сторінка 162. «Вони про себе не розкажуть…», сторінка 209
28. ↑  “Материнська молитва” за майданівців. proskuriv.khm.gov.ua. Процитовано 9 жовтня 2022.
29. ↑  Київ : Друкарський двір Олега Федорова, 2023, ISBN 978-617-8082-96-3 // «Листи», «День Києва», стор. 102-106.
30. ↑  Київ : Саміт-книга, 2023, ISBN 978-966-986-627-1 // «Дорога», «А листопад, як ніколи, нині уперто-тривожний…», «До весни», стор. 220-221.
31. ↑  шраМИ:антологія / упорядник Вікторія Шевель. — Київ:Креативна агенція «Артіль», 2023, ISBN 978-966-986-618-9 // Діти янголами стали: «І хтось неодмінно скаже: жінка доросла…», «Це нічого, що ми не удвох…», «Дорога», «Мій син» та інші, стор. 78-82.
32. ↑  Польські пісні Ф.Шопена. Світова музична класика - українською!. 2 квітня 2017. Процитовано 9 жовтня 2022.
33. ↑  Нова краєзнавча книга: Література рідного краю. Чернігівщина. Нова краєзнавча книга. Процитовано 9 жовтня 2022.
34. ↑  Владимир (23 червня 2016). Новини від журналу Склянка часу*Zeitglas. "ЗОЛОТА ПЕКТОРАЛЬ". Процитовано 9 жовтня 2022.
35. ↑  Державній бібліотеці Будапешта передали видання «Базиліка Святого Іштвана» шрифтом Брайля. www.ukrinform.ua. Процитовано 9 жовтня 2022.
36. ↑  Бібліотеки отримали дитячу книгу, надруковану шрифтом Брайля. Офіційний портал КМДА - Головна. Процитовано 9 жовтня 2022.
37. ↑  Журнал «Бористен» за грудень 2014. Сторінка 25. Архів оригіналу за 7 січня 2015. Процитовано 7 січня 2015.
38. ↑  Тетяна Череп-Пероганич. Поезія // «Наука і суспільство». — 2024. — № 7 (14 липня). — С. 61-63.
39. 1 2  Тетяна Череп-Пероганич. «Ми стали кращими…» // «Модна дипломатія». — № 3, 2017. — С. 42.
40. 1 2  Тетяна Череп-Пероганич. Яблуневе кохання моє // «Слово жінки». — 2016. — № 5-6 (14 липня). — С. 30-31.
41. ↑  Tetyana Cherep-Perohanych. «We have become better…» // «Fashion of Diplomacy in Ukraine. — № 3, 2017. — С. 42.
42. ↑  Тетяна Череп. Поезії [Архівовано 6 березня 2014 у Wayback Machine.] / Міжнародний літературно-публіцистичний часопис українських письменників «Соборність», № 2-3 за 2012 рік. Сторінки 52-57.
43. ↑  Тетяна Череп-Пероганич «Нас нікому не здолати» / «Українка в світі» — квартальник Світової федерації українських жіночих організацій, № 1, 2015. Сторінки 39, 44.
44. ↑  Вірші «Щасливі», «Осінній ранок теплий, попри все…», «Як тепло у батьківській хаті», «Два хлопчаки гребуть у лісі сіно…», «Одинока», «Ремонт»; життєві етюди «Яблунька», «Сад душі» / Світ художнього слова Тетяни Череп-Пероганич. «Українська мова і література в школах України», № 11 (198), листопад 2019, сторінки 61-62.
45. ↑  Тетяна Череп-Пероганич. Вірші «Ремонт», «Холодне літо», «Іванова дружина», «Зустріч», «Спомин», «Душа», «Щастя до чею…», «Художнику», «І що тоді буде, коли я пташиною стану?…», «Сорочка», «Будяк» / «Твої вірші» — Міжнародний літературно-художній журнал. № 1 (6), 2017. Сторінки 146—148.
46. ↑  Тетяна Череп-Пероганич. «Верба, Калина», «Хто кращий» / «Світ дитини», число 11 (226), 2014. Сторінки 3–4.
47. ↑  Тетяна Череп-Пероганич. «Подорож до країни добра» / «Світ дитини», число 2 (229), 2015. Сторінки 6–7.
48. ↑  Тетяна Череп-Пероганич. «Стара світлина» / «Світ дитини», число 11 (237), 2015. Сторінки 2–3.
49. ↑  Тетяна Череп-Пероганич. «Без верби і калини нема України» / «Крилаті», № 4 (47), липень-серпень 2015. Сторінка 4.
50. ↑  Тетяна Череп-Пероганич. «У бабусі на подвір'ї», «Ромашка», «Чорнобривці» / «Розумники», літо, 2019. Сторінка 18.
51. ↑  Тетяна Череп: Треба вчитися творити добро[недоступне посилання з серпня 2019] «Отчий поріг», лютий 2011, № 2, сторінка 4.
52. ↑  Тетяна Череп: Вшанували генія слова[недоступне посилання з травня 2019] «Отчий поріг», березень 2011, № 3, сторінки 4-5.
53. ↑  Посилання [Архівовано 2 березня 2014 у Wayback Machine.]Світлана Наконечна. Поезія, за якою давно скучили. / «Кримська світлиця». № 17 (1550), 24 квітня 2009 р., сторінка 19.]
54. ↑  Тетяна Череп: Із циклу «Батьківська хата» / «Носівські вісті» № 9 (9238), 3 березня 2912, сторінка 4.
55. ↑  Віктор Задворнов: На березі любові / «Робітниче слово», № 23 (10799) 23-29 червня 2012, сторінка 6., Посилання [Архівовано 16 жовтня 2012 у Wayback Machine.]
56. ↑  Тетяна Череп-Пероганич. Подарунок від Святого Миколая (казкове оповідання) // Рабочее слово. — . — № 48 (11016). — С. 7.
57. ↑  Марина Болейчик. Коли любиш любити… // «Світ-інфо». — № 76, 7 квітня 2016. — С. 15. Архівовано з джерела 24 вересня 2016. Процитовано 7 квітня 2016.
58. ↑  Тетяна Череп-Пероганич // «Світ-інфо». — № 179, 16 липня 2020. — С. 15. Архівовано з джерела 16 липня 2020. Процитовано 16 липня 2020.
59. ↑  Тетяна Череп: Нові книги з образом Тичини [Архівовано 2 травня 2014 у Wayback Machine.] «Сіверщина»
60. ↑  Тетяна Череп: «Народе мій, до тебе ще я верну…» [Архівовано 8 січня 2015 у Wayback Machine.] «Слово Просвіти», 27 вересня 2010 у рубриці Про-читання
61. ↑  Тетяна Череп: Сила та ніжність болю [Архівовано 27 жовтня 2019 у Wayback Machine.] «Слово Просвіти», 10 листопада 2010 у рубриці Арт-калейдоскоп
62. ↑  Тетяна Череп: Віч-на-віч з поезією [Архівовано 13 червня 2019 у Wayback Machine.] «Слово Просвіти», 31 березня, 2011 у рубриці Читацьке віче
63. ↑  Тетяна Череп: Творчість як гімн [Архівовано 4 липня 2019 у Wayback Machine.] «Слово Просвіти», 1 Вересня 2011 у рубриці Арт-калейдоскоп
64. ↑  Тетяна Череп-Пероганич. «Я твій навіки, Україно!» [Архівовано 27 березня 2016 у Wayback Machine.] / «Слово Просвіти», ч. 14, 4-10 квітня 2013, сторінка 8.
65. ↑  Тетяна Череп-Пероганич. У передчутті різдвяних свят. — . — № 50 (894). — С. 16.
66. ↑  Тетяна Череп-Пероганич. Поезія // «Струна». — № 1, 11 листопада 2020. — С. 14. Архівовано з джерела 29 листопада 2020. Процитовано 22 листопада 2020.
67. ↑  Культура і життя. — № 2, 15-21 січня 2016 р.
68. ↑  Українки — героям Майдану. Архів оригіналу за 6 березня 2014. Процитовано 7 березня 2014.
69. ↑  Роман Гривінський. Поезія Майдану: перші збірки вже у продажу. Газета «День» №56, (2014). Архів оригіналу за 29 листопада 2014. Процитовано 28 березня 2014.
70. ↑  Там де небо землю обняло: поезії / Тетяна Іванчук; передмова Тетяни Череп-Пероганич; художник Любов Міненко. — Київ: Комп'ютерпрес, 2015. — 142 сторінки. ISBN 978-966-8846-50-2
71. ↑  «Здійснені мрії» — нова книга письменниці Анни Багряної. Мистецький портал «Жінка–УКРАЇНКА». 29 листопада 2015. Архів оригіналу за 11 грудня 2015. Процитовано 10 грудня 2015.
72. ↑  «Іриси для коханого» у перекладі Димитра Христова болгарською. Архів оригіналу за 1 лютого 2015. Процитовано 1 лютого 2015.
73. ↑  Поезія Тетяни Череп-Пероганич у перекладі Казімежа Бурната. Архів оригіналу за 1 лютого 2015. Процитовано 1 лютого 2015.
74. ↑  Литаври: альманах — Ніжин: Видавець ПП Лисенко М. М., 2016. — 554 с. ISBN 978-617-640-282-4 // Тетяна Череп-Пероганич. Бо осінь / It's autumn. Сентиментальна пора / Sentimental time. Глухота / Deafness. Будь поруч / Be by my side. Сторінки 522—525.
75. ↑  Римовані геци: пародії / Іван Гентош. — Київ: Видавництво «Український пріоритет», 2018. — 240 с. ISBN 978-617-7398-96-6
76. ↑  Література рідного краю. Чернігівщина : Хрестоматія / Упорядкування, загальна редакція Г. В. Баран. — Новоград-Волинський : «НОВОград», 2021. — 1320 с. — 100 прим. — ISBN 978-617-7628-63-6. / Ганна Баран. Літературний процес на Чернігівщині: від найдавніших часів і до наших днів, сторінка 25.
77. ↑  Іванна Стеф'юк (24 травня 2020). Вітражі щастя у поезіях Тетяни Череп-Пероганич. Золота пектораль. Архів оригіналу за 18 лютого 2022.
78. ↑  «Танго не для нас» — нова збірка поезій Тетяни Череп-Пероганич // Деснянка. — № 23 (810), 11 червня 2020. — С. 8. Архівовано з джерела 9 серпня 2021. Процитовано 9 серпня 2021. [Архівовано 9 серпня 2021 у Wayback Machine.]
79. ↑  Череп-Пероганич Тетяна. Публічна бібліотека імені Лесі Українки. Архів оригіналу за 10 липня 2019. Процитовано 10 липня 2019. [Архівовано 10 липня 2019 у Wayback Machine.]
80. ↑  Презентація бібліографічного покажчика "Творчий діамант зі Старої Басані". Бібліотека ім. Лесі Українки. 18 грудня 2024.
81. ↑  Членський квиток НСКУ № 139 від 20 лютого 2012
82. ↑  Лави НСПУ знову поповнилися. Укр.Літ, засновник – НСПУ. 30 квітня 2014. Архів оригіналу за 2 травня 2014. Процитовано 30 квітня 2014.
83. ↑  Членський квиток № 4298 від 20 грудня 2022
84. ↑  Еліта – Сайт ГО «Творча еліта України». Творча еліта України. Архів оригіналу за 8 жовтня 2019.
85. ↑  Триває всеукраїнський поетичний конкурс «Чарівне місто над Дніпром». «Жінка-УКРАЇНКА». 25 серпня 2015. Архів оригіналу за 4 березня 2016. Процитовано 25 серпня 2015.
86. ↑  УАП - Оголошено склад журі конкурсу в рамках всеукраїнського фестивалю в Івано-Франківську. 26 липня 2016. Архів оригіналу за 28 грудня 2016. [Архівовано 28 грудня 2016 у Wayback Machine.]
87. ↑  Новини України: Стежками Каменяра - коли робота приносить задоволення. Galinfo. 22 травня 2020. Процитовано 24 червня 2022.
88. ↑  Альманах дитячих творів переможців конкурсу "Стежками Каменяра". Віртуальний музей Іван Франко у Києві. Процитовано 28 грудня 2023.
89. ↑  Відбулося чергове засідання Секретаріату Національної спілки письменників України. НСПУ. 23 грудня 2023.
90. ↑  Студенти Університету «Україна» вітали поетів і патріотів Бориса Гуменюка і Сергія Пантюка. Вища освіта. 16 березня 2016. Архів оригіналу за 4 липня 2019. Процитовано 4 липня 2019.
91. ↑  «Творчий діамант зі Старої Басані» : бібліогр. покажч. / упоряд. Т. Гніда ; літ. ред. О. Трубайчук ; бібліогр.-ред. С. Денисова ; Департамент культури виконавчого органу Київської міської ради (КМДА) ; Публ. б-ка ім. Лесі Українки для дорослих. — Київ, 2024. — 40 с., стор. 5–6.
92. ↑  Ліна Тесленко (22 квітня 2022). Не можеш тримати меча – стань щитом: як волонтери зі Сколе допомагають фронту. Україна Молода. Процитовано 8 липня 2022.
93. ↑  Юлія Потапенко (7 липня 2022). Батончики з любов’ю. Голос України.
94. ↑  Нові лауреати Міжнар. літпремії ім. І.Кошелівця за 2012 рік (PDF). Журнал «Соборність» № № 1–2 (46–47), 2013, сторінка 3. Архів (PDF) оригіналу за 13 липня 2013. Процитовано 25 травня 2013.
95. ↑  Переможці конкурсу «Коронація слова — 2013». 14 червня 2013. Архів оригіналу за 13 липня 2013. Процитовано 15 червня 2013.
96. ↑  Результати конкурсу «100 творів, які варто прочитати цього літа». Архів оригіналу за 10 серпня 2014. Процитовано 31 липня 2014. [Архівовано 2014-08-10 у Wayback Machine.]
97. ↑  Корнейчуковская премия. Одесса-2014; Сборник произведений победителей II Международного конкурса на лучшее произведение для детей «Корнейчуковская премия» — Одесса: ВМВ, 2014. — 352 с. Сторінка 9.
98. ↑  Всеукраїнське літературно – мистецьке свято «Просто на Покрову». Коростенська районна державна адміністрація. 16 жовтня 2018. Архів оригіналу за 18 жовтня 2018. [Архівовано 2018-10-18 у Wayback Machine.]
99. ↑  У Коростені відбулось ХІІ всеукраїнське літературно-мистецьке свято «Просто на Покрову». Офіційний сайт міста Коростень. 13 жовтня 2018. Архів оригіналу за 17 жовтня 2018. [Архівовано 2018-10-17 у Wayback Machine.]
100. 1 2  Підсумки 1-го Всеукраїнського літературно-мистецького фестивалю імені Василя Скуратівського «До Василя!». Еліта. 30 жовтня 2019. Архів оригіналу за 8 листопада 2019.
101. ↑  Посвідчення від 8 липня 2024, № 10098
102. ↑  У Лип'янці вшанували пам’ять поета-шістдесятника Миколи Томенка та вручили його іменну премію. Буквоїд. 29 травня 2025. Процитовано 13 липня 2025.